# Fairfield (Utah)
Fairfield es un pueblo ubicado en el condado de Utah en el estado estadounidense de Utah, a 80 km de Salt Lake City en el extremo oeste del Lago Utah y dentro de los límites metropolitanos de las ciudades de Provo/Orem. En el año 2000 tenía una población de 901 habitantes.